# Val-des-Sources
Val-des-Sources är en stad (kommun av typen ville) i provinsen Québec i Kanada. Staden hette Asbestos före den 17 december 2020, då ett namnbyte godkändes efter en folkomröstning. Staden fick sitt gamla namn efter det engelska namnet på mineralet asbest. I staden finns den numera nerlagda Jeffrey-gruvan, som var en av världens största asbestgruvor. Staden ligger i regionen Estrie, i den sydöstra delen av provinsen. Vid 2021 års folkräkning hade staden 7 088 invånare, varav 5 623 i tätorten (centre de population) som fortfarande hette Asbestos.